# アヌーシュカ・フィルム
アヌーシュカ・フィルム（仏語Anouchka Films）は、フランスにかつて存在した映画製作会社で、映画監督ジャン＝リュック・ゴダールと女優アンナ・カリーナによって設立された。

## 来歴・概要
1961年、ゴダールは、長編第2作『小さな兵隊』に主演女優として出演したカリーナと結婚、ふたりは1964年に同社を設立した。「アヌーシュカ」はアンナのロシア風の愛称である。設立第一作は『はなればなれに』、撮影にラウール・クタール、音楽にミシェル・ルグラン、製作主任にフィリップ・デュサールを起用した。
1965年、ゴダールとカリーナ離婚。その後もゴダールのハウスプロダクション的な役割を果たした。そのほかにも、中篇『わるい仲間』を撮ったジャン・ユスターシュに『男性・女性』の未使用フィルムを提供、中篇『サンタクロースの眼は青い』を製作したり、カルロ・リッツァーニの製作会社カストロと共同製作でオムニバス映画『愛と怒り』に参加した。また、ジャック・リヴェット監督の『王手飛車取り』の脚本をリヴェット、クロード・シャブロルと共同で書き、撮影も担当、その後『カラビニエ』『軽蔑』など多くのゴダール作品の助監督をつとめたシャルル・L・ビッチの長編デビュー作を製作した。
1967年7月22日のゴダールとアンヌ・ヴィアゼムスキーの結婚（ - 1979年離婚）、同年8月のゴダールの商業映画との決別宣言以降も、もちろんジガ・ヴェルトフ集団時代（1968年 - 1972年）も、同社は製作母体となりつづけたが、1972年、ゴダール＋ジャン＝ピエール・ゴランの『万事快調』の完成と、ゴランとの決裂をもって役割を終え、ゴダールは同年、その後のパートナーであるアンヌ＝マリー・ミエヴィルと新会社「ソニマージュ」を設立する。『ジェーンへの手紙』はソニマージュ製作であった。

## フィルモグラフィー
監督クレジットのないものはゴダール監督作品、共同製作クレジットのないものは単独製作。
- はなればなれに Bande à part 1964年　オルセー・フィルムと共同製作
- 恋人のいる時間 Une femme mariée: Suite de fragments d'un film tourné en 1964 1964年　オルセー・フィルムと共同製作
- サンタクロースの眼は青い Le Père Noël a les yeux bleus 1966年　監督ジャン・ユスターシュ
- 男性・女性 Masculin féminin: 15 faits précis 1966年　仏スウェーデン合作、アルゴス・フィルムらと共同製作
- メイド・イン・USA Made in U.S.A. 1966年　ローマ・パリ・フィルムらとの共同製作
- 彼女について私が知っている二、三の事柄 2 ou 3 choses que je sais d'elle 1967年　アルゴス・フィルム、レ・フィルム・デュ・キャロッス、パルク・フィルムとの共同製作
- 中国女 La Chinoise 1967年　パルク・フィルムらとの共同製作
- 愛と怒り Amore e rabbia オムニバス 1969年　監督マルコ・ベロッキオ、ベルナルド・ベルトルッチ、ゴダール、リッツァーニ、ピエル・パオロ・パゾリーニ　製作会社カストロとの共同製作
- たのしい知識 Le Gai savoir 1969年　仏独合作、バヴァリア・アトリエとの共同製作
- 東風 Le Vent d'est 1970年　監督ジガ・ヴェルトフ集団　仏伊独合作、フィルム＝クンスト、ポリフィルムとの共同製作
- Le Dernier homme 1970年　監督シャルル・L・ビッチ　ドヴィディスとの共同製作
- イタリアにおける闘争 Lotte in Italia 1971年　監督ジガ・ヴェルトフ集団　仏伊合作、コスモセイオンとの共同製作
- 万事快調 Tout va bien 1972年　監督ゴダール＋ジャン＝ピエール・ゴラン　仏伊合作、ジャン＝ピエール・ラッサムのEmpire Filmsとの共同製作